# 피터 베네딕트
피터 베네딕트(Christian Riss, 1963년 7월 13일 ~ )는 오스트리아의 배우이며, 쿠어에서 태어났다.

## 영화
- 워 호스 (2011년) - 다리에 독일 장교 역
- 스웜 2 (2008년) - 바로샤 역
- 옐라 (2007년)
- 페이 그림 (2006년)
- 아그네스와 그의 형제들 (2006년)